# Grammy Museum
Le Grammy Museum est un musée consacré à l'histoire de la musique populaire américaine. Ouvert en décembre 2008, il est situé à Los Angeles dans le complexe de loisirs L.A. Live.

## Description et financement
Le Grammy Museum ouvre ses portes en décembre 2008 à Los Angeles. Il est construit dans le complexe de loisirs L.A. Live, développé par Anschutz Entertainment Group (AEG). Le bâtiment de quatre étages, dont la surface approche les 3 000 m2, est doté d'une salle de spectacles de 200 places. En 2011, elle est baptisée « Clive Davis Theater » en l'honneur du producteur.
La société EAG prend en charge la majorité des frais de construction, qui s'élèvent à 34 millions de dollars. La ville de Los Angeles le finance à hauteur de 12 millions. Le reste des fonds provient de sponsors et de dons privés. AEG s'engage à soutenir financièrement le musée pour une période de dix ans.
Durant sa première année, le Grammy Museum de Los Angeles attire 85 000 visiteurs.

## Présentation

### Objets exposés
Des instruments de musique ayant appartenu à Elvis Presley, Miles Davis, ou encore Kurt Cobain,, et des vêtements de scène portés entre autres par Neil Diamond et Taylor Swift, sont exposés au Grammy Museum. La collection permanente du musée comprend également des disques rares, des appareils anciens, comme des postes de radio et des phonographes. Des enregistrements de prestations et d'interviews s'étant déroulées au Grammy Museum figurent dans les archives sonores.

### Activités interactives
Le musée propose aux visiteurs des vidéos éducatives enregistrées par des professionnels et des activités interactives, permettant par exemple de remixer un morceau de musique,. Selon le directeur exécutif Bob Santelli, le Grammy Museum ne doit pas être vu comme un lieu de pèlerinage, les objets exposés étant des éléments secondaires. Au travers des animations proposées, le musée tente de faire interagir le public pour lui faire vivre une expérience musicale (« The idea is to experience music and get your hands dirty. »). Une table à écran tactile longue de 5,5 mètres, surnommée « Crossroads Table », et des écouteurs sont à la disposition du public pour lui faire découvrir l'histoire de la musique populaire. L'appareil donne accès à des informations sur 160 genres musicaux,.

### Espaces dédiés
Un espace consacré au Songwriters Hall of Fame présente des compositeurs comme Hal David et Lamont Dozier. Le musée met en avant la cérémonie des Grammy Awards grâce à une base de données répertoriant les artistes nommés et récompensés durant ses 50 ans d'histoire.

### Artistes invités et expositions
Plus de 200 musiciens, notamment Brian Wilson, Stevie Nicks, Flavor Flav, ou encore John Mayer, ont été invités à se produire au Grammy Museum et à répondre aux questions du public. Le musée accueille également des personnalités de l'industrie du disque, tel Clive Davis, et de l'audiovisuel, comme l'animateur-producteur Don Cornelius.
Le conservateur en chef souhaite présenter une grande exposition par an. Songs of Conscience, Sounds of Freedom, la première exposition à voir le jour au Grammy Museum, est consacrée au rôle de la musique dans les évènements sociaux.

## Projet d'un second musée
La construction d'un second musée à Cleveland, dans l'État du Mississippi, est annoncée en 2013. Il doit mettre en avant le blues et la musique country. Les responsables du Grammy Museum souhaitent mettre en place des programmes éducatifs avec le Delta Music Institute, qui fait partie du College of Arts and Sciences de la Delta State University (en), située à Cleveland. Un terrain a été retenu et un bail de 99 ans signé. Le projet est financé par l'État du Mississippi, ainsi que les dons du secteur privé et des habitants du comté de Bolivar. L'inauguration d'un bâtiment de 1 800 m2 est prévue pour 2015.